# J. P. 스몰 메모리얼 스타디움
JP 스몰 메모리얼 스타디움(JP Small Memorial Stadium)은 플로리다주 잭슨빌에 있는 야구장이다. 잭슨빌 북서쪽에 있는 더키빌리 커뮤니티에 위치해 있다. 경기장은 도시 최초의 시립 레크리에이션 필드였고 1954년 울프손 파크가 건설되기 전에 주요 야구 공원으로 사용되었다. 

## 역사

### 바스 필드
원래 시설은 1911~1912년에 잭슨빌에 정착하여 저명한 사업가이자 정치가가 된 미국 남북 전쟁 중 전 연방 장교인 조세프.H.더크리가 소유한 토지에 건설되었다. 1911년 더크리의 아들인 제이 더크리는 지역 사업가이자 잭슨빌 야구 협회 회장인 에맨더 바스에게 재산의 소유권을 넘겼고 바스는 지역 팀이 부지에 사용할 레크리에이션 필드 건설을 명령했다. 시설은 1912년에 완공되어 바스 경기장으로 알려졌지만 일반적으로 지역 주민들에게는 미르틀 에배뉴 볼 파크로 알려졌다. 보기 드문 프로 클럽 중 하나는 1921년에 뛰었던 플로리다 주립 리그의 잭슨빌 스카우트였다. 그러나 도시에는 시립 공원이 없었기 때문에 다른 팀은 이 기간 동안 잭슨빌 박람회장이나 사우스 잭슨빌의 강 건너편에 있는 들판을 사용하였다.
현지 팀 외에도 뉴욕 자이언츠, 브루클린 다저스 등 메이저리그 구단들이 현장에서 스프링캠프를 진행했다. 필라델피아 애슬레틱스는 1914년부터 1918년까지 봄 훈련을 위해 바스 필드를 사용한 최초의 메이저리그 팀이었다. 1918년에는 피츠버그 파이어리츠가 야구장에서 봄 훈련을 개최했다. 1919년부터 1920 년까지 뉴욕 양키스와 부르클린 다저스는 바스 필드를 스프링 트레이닝 홈이라고 불렀다.

### 더키 필드
1926년, 시 정부는 프로야구의 부활을 희망하면서 더키로부터 바스 필드를 구입하기로 결정하였다. 1926년 3월 13일에 시는 더키 필드로 이름이 변경된 공원을 구입하기 위한 바인더에 서명하였고 시는 사우스이스턴 리그 프랜차이즈를 도시로 가져오기 위한 협상에 들어갔다. 이 협상 후, 잭슨빌 타스의 화신이 탄생했다.
1932년 시에서는 더키 필드를 348,000달러에 구입했다. 경기장은 1936년 화재로 소실되었지만 1936-1937년에 시에서 재건하였다. 경기장은 커졌고 분리 시대에 아프리카계 미국인 후원자를 위한 섹션이 포함되었다. 1938년과 1941년부터 1942년 중반까지 잭슨빌의 유일한 흑인 리그 프랜차이즈인 흑인 아메리칸 리그의 잭슨빌 레드 캡스는 이 공원을 홈 구장으로 사용하였다.
1953년 잭슨빌의 사업가인 세뮤얼. W.울슨은 잭슨빌 타스의 프랜차이즈를 구입하고 아틀랜타 브레이브스  메이저리그 클럽의 클래스 A 계열사인 잭슨빌 브래이브스로 팀을 재편했다. 울프손이 도입한 주요 변경 사항 중 하나는 인종 통합이었다. 브레이브스 농장 시스템의 3명의 흑인 선수인 행크 에런, 플랙스 만틸다 및 호레이스 가드너가 잭슨빌에 와서 브레이브스를 사우스 애틀랜틱 리그와 플로리다 주에서 최초로 통합된 팀 중 하나로 만들었다.

### 사용 및 개조
시립 야구장으로 교체된 후 더키 필드는 에드워드 워터 대학, 레인즈 중학교 및 스탠턴 고등학교를 포함한 지역 고등학교 및 대학에서 계속 사용되었다. 1970년대 후반까지 경기장은 파손되어 철거될 예정이었지만 지역 옹호자들이 공원을 구하기 위해 노력했고 1980년 잭슨빌 시의회 의원 인 샐리 B. 매티스가 1934년부터 스탠턴 하이에서 교사, 밴드 감독, 코치 및 운동 감독을 역임한 제이피 스몰을 위해 공원을 개조하고 이름을 바꾸는 법안을 후원하였다. 1969년까지. 보수 공사에는 구조적 수리, 새 지붕, 프레스 박스 및 덕아웃, 포장 주차장, 새 놀이터, 조명이 있는 들판이 포함되었다. 데니스 리 시의원과 제이크 고드볼드 시장은 공원에서 재헌납식을 주최했다.
2002년 울프손 파크가 철거된 후 JP 스몰 볼파크는 잭슨빌 시의 마지막 역사적인 공원이 되었다. 2003년 5월 잭슨빌 시 정부는 JP 스몰 볼파크에 영구적인 역사적 표시를 제공하는 법안을 추진했다. 2006년의 추가 개조에는 작은 박물관이 포함되었다. 2013년 7월에 이 공원은 조셉 E. 더키 운동장이라는 이름으로 국립 사적지에 등록되었다 .